# John Bartley (cầu thủ bóng đá)
John Reginald Bartley (sinh ngày 15 tháng 9 năm 1958) là một cầu thủ bóng đá người Anh thi đấu ở Football League ở vị trí tiền đạo.